# Битва у острова Мэй
«Битва» у острова Мэй — ироничное название серии трагических инцидентов с кораблями Королевского военно-морского флота Великобритании, произошедших в ночь с 31 января на 1 февраля 1918 года около острова Мэй в бухте Ферт-оф-Форт при проведении учебных манёвров EC1.

## Ход событий
31 января в рамках учений EC1 из базы в Росайте в море вышла эскадра, в состав которой вошли 5-я эскадра линейных кораблей (5 Battle Squadron — три линейных корабля в сопровождении эсминцев), 2-я эскадра линейных крейсеров (2nd Battlecruiser Squadron — четыре линейных крейсера: HMAS Australia, HMS New Zealand, HMS Indomitable и HMS Inflexible вместе с эсминцами), две флотилии подводных лодок типа К (12-я флотилия — HMS K3, HMS K4, HMS K6 и HMS K7, 13-я флотилия — HMS K11, HMS K12, HMS K14, HMS K17 и HMS K22), сопровождаемые лёгкими крейсерами и другими, более мелкими кораблями; в общей сложности эскадра насчитывала около 40 кораблей.
Подводные лодки типа К были очень крупными подводными лодками, на паровых турбинах, что было необычно для данного класса кораблей, способными развивать очень высокую максимальную скорость (24 узла) и специально предназначенными для взаимодействия с главными силами флота (Battle Fleet). Из-за использования недостаточно освоенных технологий и быстрой скорости строительства лодки были технически недоработанными и неэффективными, ныне они считаются весьма неудачным проектом; в период их боевой службы с их участием произошло немало несчастных случаев.
Эскадра шла по курсу в следующем порядке: 12-я флотилия подводных лодок, эскадра линейных крейсеров, 13-я флотилия подводных лодок, а в конце линейные корабли. Подойдя к острову Мэй, корабли увеличили скорость хода, чтобы избежать возможного столкновения с подводными лодками, которые могли идти рядом. В темноте два небольших патрульных корабля заблудились, оказавшись почти рядом с носами подводных лодок K14 и K22, входивших в состав 13-й флотилии. Оба корабля резко изменили курс, чтобы избежать столкновения. Во время манёвра на К14 заклинило руль, вследствие чего она попала под нос K22 и была протаранена ей. Оба сильно повреждённых корабля оказались неподвижными на поверхности воды, причём именно по курсу шедших за ними линейных крейсеров. Три из них успешно прошли мимо повреждённых кораблей (не заметив их вовсе), но четвёртый, HMS Inflexible, натолкнулся на К22, также не заметив случившегося.
Остальные корабли 13-й флотилии продолжали идти по курсу до того момента, как её командир получил сигнал от К22, информировавший его о столкновении, после чего развернул другие корабли для оказания помощи повреждённым лодкам. 13-й флотилии удалось избежать дальнейшей трагедии, когда корабли оказались по курсу возвращавшихся линейных крейсеров с сопровождающими их эсминцами.
Предупреждённая о произошедшем столкновении 12-я флотилия изменила курс, чтобы обойти повреждённые корабли. При проведении этого манёвра она на высокой скорости столкнулась с кораблями 13-й флотилии, которые повернули назад, чтобы спасти потерпевших крушение моряков. Флагманский корабль 12-й флотилии HMS Fearless столкнулся с K17, разрезав её корпус недалеко от рубки. K3 и K4 избежали столкновения в последнюю минуту, равно как и K6 первоначально избежал столкновения с К12, однако мгновение спустя столкнулся с бортом К4, разрезав его почти надвое и потопив лодку.
Корабли, избежавшие столкновений, начали спасательную операцию, в ходе которой пытались вытащить из воды выживших моряков с К4 и K17, но многие из них погибли под винтами кораблей, когда в районе трагедии оказались шедшие со скоростью 21 узел эсминцы и дредноуты 5-й эскадры. Из экипажа K17 в итоге удалось спасти 9 моряков, один из которых умер до получения медицинской помощи; с К4 не выжил ни один.
В общей сложности в результате серии столкновений и крушений затонули две подводных лодки и ещё четыре были повреждены; дредноуты также получили повреждения. Погибли более 100 моряков. Событие сразу стало военной тайной, информация о нём была обнародована только после окончания войны.
31 марта 2002 года на берегу бухты Ферт-оф-Форт, на вершине острова Мэй, был установлен памятник в виде кургана (пирамидальной формы), чтобы почтить память погибших моряков.